# Jastrzębie (powiat świecki)
Jastrzębie – wieś w Polsce położona w województwie kujawsko-pomorskim, w powiecie świeckim, w gminie Drzycim.

## Historia
W latach 1975–1998 miejscowość należała administracyjnie do województwa bydgoskiego. Według Narodowego Spisu Powszechnego (III 2011 r.) liczyła 476 mieszkańców. Jest trzecią co do wielkości miejscowością gminy Drzycim.

## Infrastruktura
We wsi znajduje się zespół pałacowy obejmujący:
- eklektyczny pałac z 1912 z fasadą oflankowaną dwiema wieżami, niższą owalną nakrywa hełm kopułowy, a wyższą wieńczy taras widokowy. W półowalnym frontonie kartusz herbowy[4].
- park
- zabudowania gospodarcze

Jastrzębie posiada też remizę strażacką, która pełni ważną rolę w życiu wsi. Remiza jest nie tylko centrum ochrony przeciwpożarowej, ale także miejscem organizacji wydarzeń społecznych, takich jak spotkania mieszkańców, zajęcia plastyczne oraz różnego rodzaju imprezy integracyjne.
Dodatkowo, w Jastrzębiu znajduje się nieczynny przystanek kolejowy  Jastrzębie Pomorskie. Choć przystanek nie pełni już swojej pierwotnej funkcji, stanowi on ważny element historyczny wsi, przypominający o dawnych połączeniach kolejowych.

## Koło Gospodyń Wiejskich "Jastrzębianki"
We wsi działa także aktywne Koło Gospodyń Wiejskich "Jastrzębianki", które angażuje się w organizację wydarzeń kulturalnych i społecznych oraz w promocję lokalnych tradycji. Koło organizuje m.in. spotkania dla mieszkańców.